# Chelidonium provostii
Chelidonium provostii är en skalbaggsart som först beskrevs av Leon Fairmaire 1887.  Chelidonium provostii ingår i släktet Chelidonium och familjen långhorningar. Inga underarter finns listade i Catalogue of Life.